# لوینسکا اولشنیتسه
لوینسکا اولشنیتسه (به چکی: Levínská Olešnice) یک منطقهٔ مسکونی در جمهوری چک است که در ناحیه سمیلی واقع شده‌است. لوینسکا اولشنیتسه ۳۴۴ نفر جمعیت دارد و ۴۷۲ متر بالاتر از سطح دریا واقع شده‌است.